# سعيد صبري
سعيد صبري (1910-1973) هو قاضٍ شرعي فلسطيني، وخطيب المسجد الأقصى منذ 16 نوفمبر 1962. كان آخر من وقف خطيباً على منبر صلاح الدين في المسجد الأقصى قبل إحراقه يوم 21 أغسطس 1969.

## نشأته
ولد سعيد صبري عام 1910 في قلقيلية، ونشأ في بيئة دينية وسط عائلة متوسطة المعيشة. أرسله والده إلى الأزهر الشريف في مصر بعد أن أتمّ المرحلة الابتدائية، وتخرج منها عام 1928، وتخصص في علم الميراث. عاد إلى بلدته قلقيلية وهي تحت الانتداب البريطاني.

## حياته
عُين الشيخ صبري مأذوناً شرعياً في منطقة طولكرم عام 1931، ثم عمل واعظاً للمدينة وقضائها عام 1934. في عام 1938، عين مدرساً في مدرسة تابعة لجمعية "الأمر بالمعروف والنهي عن المنكر" في طولكرم، ثم عُين في عام 1940 مسؤولاً عن صندوق الأيتام في المحكمة الشرعية في يافا، وبعدها رئيساً لكتاب المحكمة الشرعية في نابلس والناصرة عامي 1944 و1945.
في عام 1951، عُين قاضياً شرعياً في جنين، ثم نقل إلى نابلس عام 1954، وبعدها إلى بيت المقدس عام 1957، وإلى السلط عام 1960. عاد إلى القدس عام 1962، حيث عُين خطيباً للمسجد الأقصى المبارك منذ عام 1962، وبقي خطيباً فيه حتى وفاته.
ساهم الشيخ سعيد في تشكيل الهيئة الإسلامية بعد احتلال بيت المقدس عام 1967، وكان له دور بارز وفعال فيها. عمل في محكمة الاستئناف الشرعية، وكان عضواً في مجلس الأوقاف والشؤون الإسلامية، وبقي في هذه المناصب حتى وفاته.
كما كان للشيخ سعيد فضل كبير في عودة أهالي قلقيلية إلى بلدهم، بعد أن هجروها قسرا خلال حرب عام 1967، إذ عقد اجتماعاً في القدس بحضور السفير الأمريكي وبعض قناصل الدول الأوروبية، ومندوب عن وكالة الغوث الدولية، ورئيس بلدية نابلس حمدي كنعان، طالب فيه ببذل الجهود لوقف أعمال الهدم والتدمير التي تقوم بها قوات الاحتلال الإسرائيلي في قلقيلية، والسماح لأهلها المهجرين بالعودة إليها. ونجحت تلك الجهود، حيث وافق وزير الدفاع الإسرائيلي آنذاك موشي ديان على عودة أهالي قلقيلية إلى مدينتهم.
توفي الشيخ سعيد صبري في عام 1973 عن عمر ناهز 63 عاما، في بيته في القدس، ودفن بناءً على وصيته في بلدة قلقيلية مسقط رأسه.